# Henryk Weiser
Henryk Weiser (30. května 1859 Rzeszów – 25. srpna 1926 Nancy, Francie) byl rakouský podnikatel a politik polské národnosti z Haliče, na přelomu 19. a 20. století poslanec Říšské rady.

## Biografie
Byl římskokatolického vyznání a polské národnosti. Absolvoval vyšší reálnou školu ve Lvově, pak vystudoval polytechniku v Berlíně. Sloužil u druhého hulánského regimentu coby jednoroční dobrovolník a pak byl rezervním důstojníkem. Působil jako podnikatel. Vlastnil papírnu. Až do konce 90. let nebyl politicky aktivní.
Byl poslancem Říšské rady (celostátního parlamentu Předlitavska), kam usedl ve volbách do Říšské rady roku 1897 za kurii všeobecnou v Haliči, 12. volební obvod: Tarnopol, Zoločiv atd. Mandát obhájil ve volbách do Říšské rady roku 1901, nyní za kurii venkovských obcí, obvod Zoločiv, Peremyšljany. Ve volebním období 1897–1901 se uvádí jako Heinrich Weiser, majitel továrny na papír, bytem Sasiv.
Ve volbách roku 1897 je uváděn jako polský kandidát. Ve volbách roku 1901 coby oficiální polský kandidát, tedy kandidát Polského klubu.
Později působil jako poslanec Haličského zemského sněmu, kde zasedal za obvod Zoločiv do roku 1913. Patřil do frakce demokratů, podle jiného zdroje do skupiny konzervativců.